# Margot Glockshuber
Margot Glockshuber, född 26 juni 1949 i Frankfurt am Main, är en inte längre aktiv tysk konståkare som tävlade i paråkning.
Glockshubers största framgång var vinsten av bronsmedaljen vid de olympiska vinterspelen 1968 i Grenoble tillsammans med Wolfgang Danne. Paret hade innan vunnit en silvermedalj vid världsmästerskapen 1967 i Wien samt en silver- och en bronsmedalj vid Europamästerskapen 1967 respektive 1966. Året 1968 tänkte paret delta vid världsmästerskapen i Genf men de hade redan tecknad ett kontrakt med det professionella underhållningsprogrammet Ice Capades och därför blev de inte nominerade för världsmästerskapen.